# Ectropothecium leptochaeton
Ectropothecium leptochaeton là một loài Rêu trong họ Hypnaceae. Loài này được (Schwägr.) W.R. Buck mô tả khoa học đầu tiên năm 1983.